# Bernie Kopell
Bernie Kopell (New York, 21 juni 1933), geboren als Bernard Morton Kopell, is een voormalig  Amerikaans acteur en scenarioschrijver.

## Biografie
Koppel werd geboren in de borough Brooklyn in New York. Kopell heeft de high school doorlopen aan de Erasmus High in New York en daarna ging hij naar de New York University. Hierna nam Kopell dienst in de United States Navy van december 1955 tot en met september 1957 en was lid van de National Reserve tot en met december 1961.
Kopell begon in 1961 met acteren in de televisieserie Whispering Smith. Hierna heeft hij nog meerdere rollen gespeeld in televisieseries en films, het meest bekend is hij met zijn rol als de scheepsdokter dr. Adam Bricker in de televisieserie The Love Boat waar hij in 250 afleveringen speelde (1977-1987). In deze televisieserie is hij actief geweest als scenarioschrijver, hij schreef vijf afleveringen voor deze serie.
Kopell is in 1962 getrouwd en zijn later ook weer gescheiden. In 1974 is hij hertrouwd en zijn in 1975 ook gescheiden. In 1997 is hij weer hertrouwd en heeft hieruit twee kinderen. 
Kopell was ook actief in het theater en heeft in diverse toneelstukken gespeeld.

## Filmografie

### Films
Uitgezonderd korte films.
- 2021 Our Almost Completely True Story - als Bernie 1
- 2018 The Last Sharknado: It's About Time - als bootkapitein
- 2017 Take It from the Top - als Brandy
- 2016 A Horse Story - als rechter
- 2010 First Dog – als psychiater
- 2008 Get Smart – als chauffeur in Opel
- 2007 Say It in Russian – als ouwe sul
- 2006 The Creature of the Sunny Side Up Trailer Park – als Percy Welis
- 2005 The Cutter – als Issac Teller
- 2004 Miss Cast Away – als officier
- 2003 A Light in the Forest – als Artemis Schnell
- 2003 Dismembered – als ??
- 2002 The Stoneman – als professor Milano
- 1999 Follow Your Heart – als Anthony Mason
- 1998 Land of the Free – als tv gast
- 1998 Sunset Beach: Shockwave – als kapitein James Nelson
- 1998 Bug Buster – als Gil Griffin
- 1992 Missing Pieces – als dr. Gutman
- 1990 The Love Boat: A Valentine Voyage – als dokter
- 1989 The Magic Boy's Easter – als goochelaar Mordechai
- 1989 get Smart, Again – als Conrad Siegfried / professor Helmut Schmelding
- 1986 Combat High – als mr. Mendelsson
- 1985 Half Nelson – als ??
- 1978 A Guide for the Married Woman – als Bill
- 1977 The Love Boat II – als dr. O’Neill
- 1976 Bound for Glory – als Baker
- 1976 Flo's Place – als Hoffman
- 1972 Wild in the Sky – als Penrat
- 1966 Death of a Salesman – als Howard
- 1965 The Loved One – als assistent van Guru Brahmin
- 1965 Sally and Sam – als Glen
- 1964 Good Neighbor Sam – als Richard Taragon
- 1963 The Wheeler Dealers – als flauwvallende kunst fan
- 1963 The Thrill Of It All – als commerciële directeur
- 1963 The Man from the Diners' Club – als boodschapper

### Televisieseries
Uitgezonderd eenmalige gastrollen.
- 2020 - 2021 B Positive - als mr. Knudsen - 8 afl.
- 2019 Silicon Valley - als Lex - 2 afl.
- 2012 - 2013 See Dad Run - als kolonel James Cunningham - 2 afl.
- 2013 Arrested Development - als rechter Kornzucker - 3 afl.
- 1998 Sunset Beach – als kapitein James Nelson – 4 afl.
- 1977 – 1987 The Love Boat – als dr. Adam Bricker – 250 afl.
- 1975 When Things Were Rotten – als Alan-a-Dale – 13 afl.
- 1973 Needles and Pins – als Charlie Miller – 6 afl.
- 1970 – 1973 The Doris Day Show – als Louie Pallucci – 13 afl.
- 1972 – 1973 Temperatures Rising – als Harold Lefkowitz – 3 afl.
- 1970 – 1972 Room 222 – als Roger Duncan – 2 afl.
- 1969 – 1971 Bewitched – als apotheker – 3 afl.
- 1966 – 1971 That Girl – als Jerry Bauman – 29 afl.
- 1966 – 1969 Get Smart – als Siegfried – 14 afl.

## Theaterwerk[3]
- Viagra Falls – als Mo Crubs – Toronto en Calgary
- Marvin and Mel – als Mel Weiner – Los Angeles
- Rumors[4] – als Lenny Ganz – Los Angeles
- The Sunshine Boys - als Al Lewis – Jacksonville (Florida)
- Death of a Salesman – als Charlie – Los Angeles

- Bibliothèque nationale de France: cb14194418w (data)
- International Standard Name Identifier: 0000 0000 0071 9120
- Library of Congress Control Number: n84229132
- Nationale Bibliotheek van Israël: 987007345277605171
- Virtual International Authority File: 10059308